# Abtei Cluny

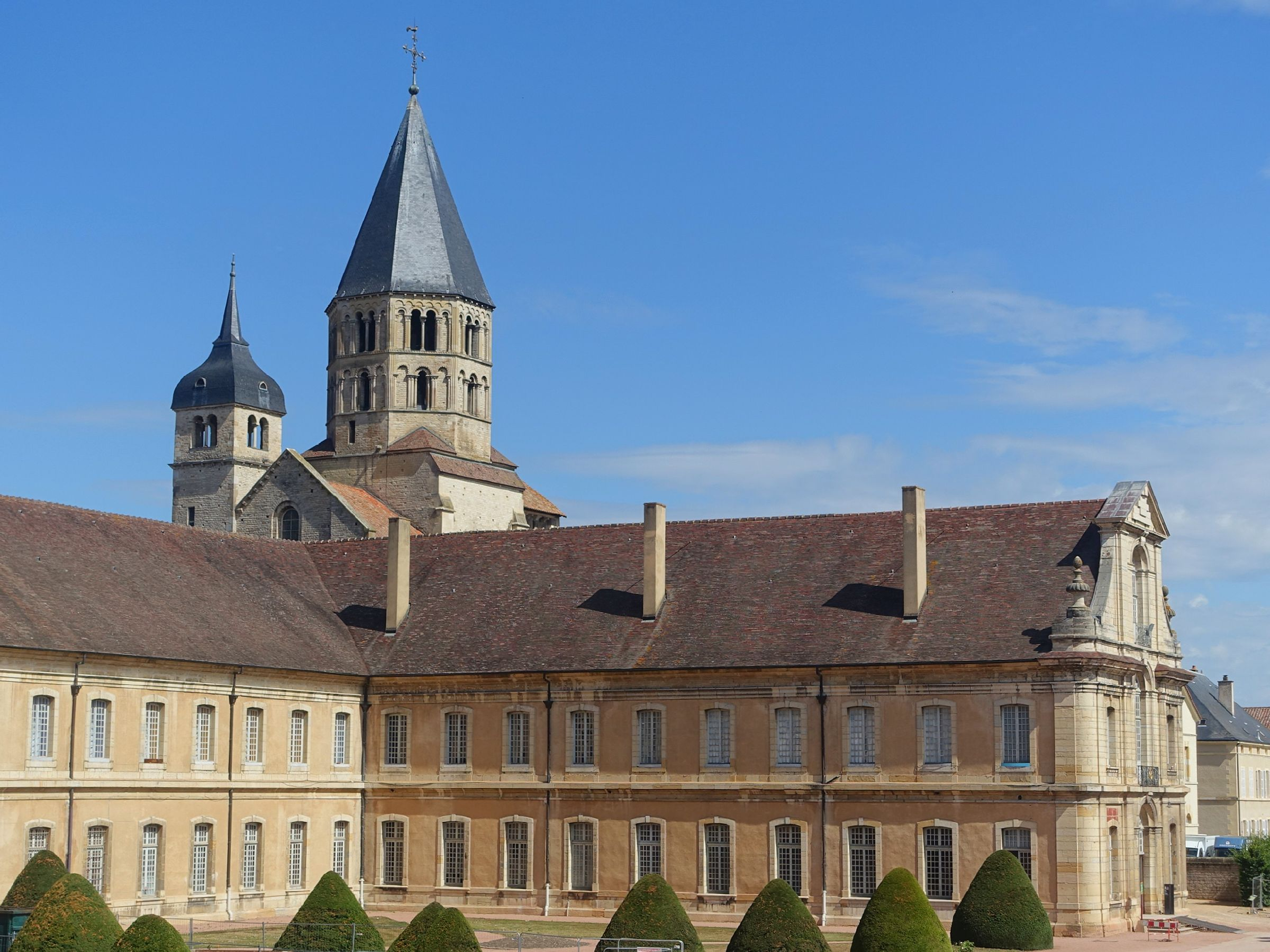
Abtei Cluny (2020)

Wappen der Abtei

Die Abtei von Cluny [klyˈni] in Burgund ist eine ehemalige französische Benediktinerabtei. Sie war als Ausgangspunkt bedeutender Klosterreformen eines der einflussreichsten religiösen Zentren des Mittelalters. Ihre Kirche war zeitweise das größte Gotteshaus des Christentums. Mehrere Gebäude der Abtei und einige Reste der während der Herrschaft Napoleons als Steinbruch abgerissenen Abteikirche im Zentrum der gleichnamigen französischen Stadt Cluny sind erhalten. Als erstes Monument in Frankreich hat der französische Staat die Abtei 2007 mit dem Europäischen Kulturerbe-Siegel ausgezeichnet. Im Mai 2005 erklärte der Europarat das virtuelle Netz der „Cluniazensischen Stätten“ zu einer Kulturroute des Europarats.

## Geschichte

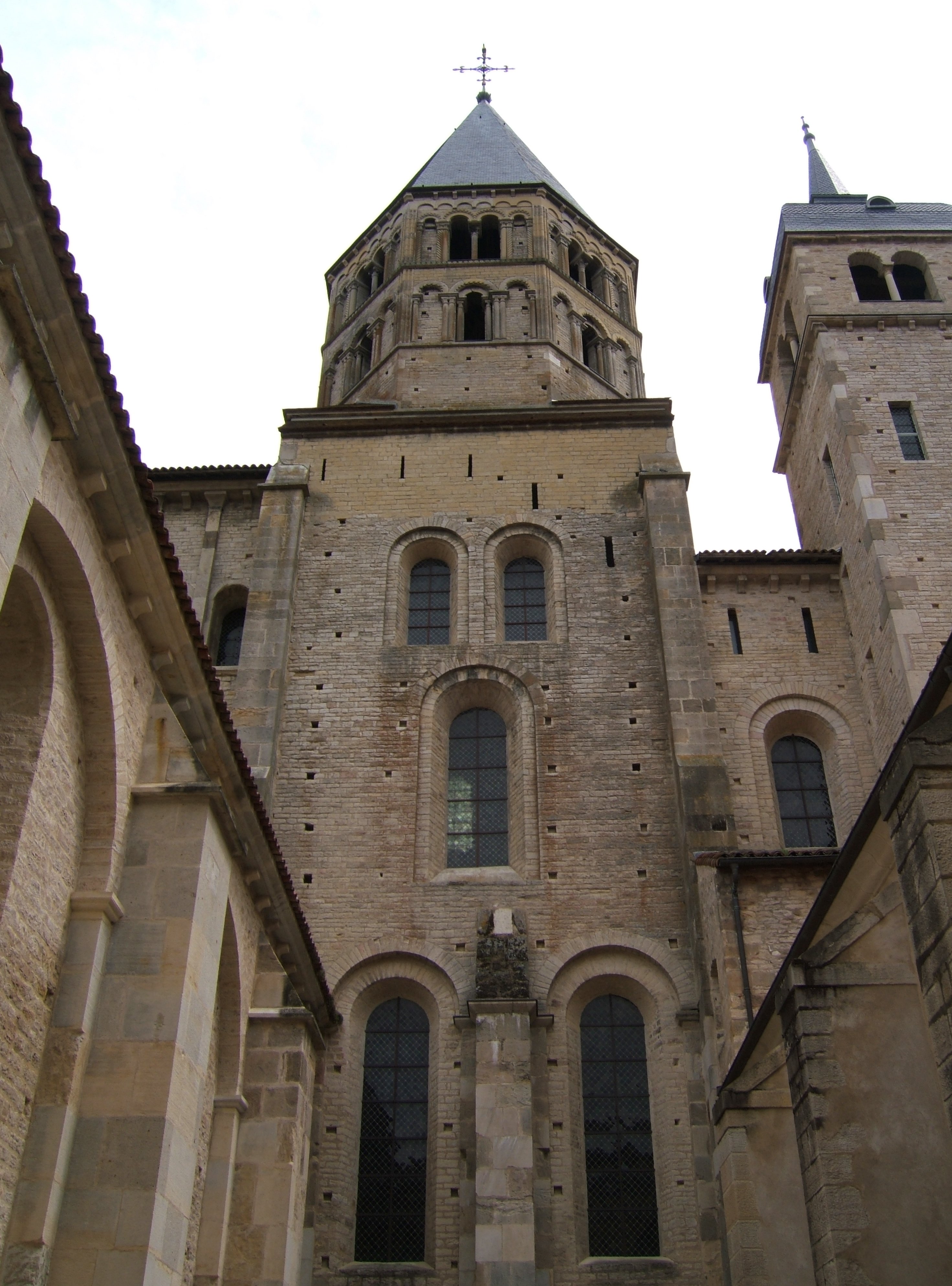
Südarm des langen Querschiffs mit Türmen, links die mit einem Notdach gesicherte Seitenschiffwand des Langhauses

### Gründung: Unabhängigkeit von der weltlichen Gewalt
Cluny wurde mit Urkunde vom 11. September 910 durch Wilhelm I. Herzog von Aquitanien und Graf von Mâcon als Benediktinerkloster gegründet. Seine Motivation lag in der Sicherung des Heils für ihn, seine Ehefrau Ingelberga und seine Familie, für seine Vorfahren und seine Untertanen. Die Stiftung sollte ein Kloster zu Ehren der Apostel Petrus und Paulus sein. Dabei verzichtete Herzog Wilhelm auf jede Gewalt über das Kloster und schloss jegliche Einmischung weltlicher oder geistlicher Gewalt in die internen Angelegenheiten des Klosters aus (Exemtion und Immunität). Insbesondere wurde auf die wirtschaftliche Nutzung verzichtet. Das Kloster selbst wurde unter den direkten Schutz des Papstes gestellt. Für die Verhältnisse des 10. Jahrhunderts war dies eine Neuerung. Wilhelm ernannte lediglich den ersten Abt Berno und erlaubte dem Konvent danach eine freie Abtswahl. Diese beiden Neuerungen, Exemtion und freie Abtswahl, trugen wesentlich zur Entfaltung Clunys bei. Durch Kardinal Peter von Albano wurde 1020 der Abtei eine Banleuca gewährt. Zusammen mit einer strengen Auslegung der Benediktusregel machten sie Cluny zum Ausgangs- und Mittelpunkt der cluniazensischen Reform, in deren Blütezeit etwa 1.200 Klöster mit rund 20.000 Mönchen zu Cluny gehörten. Eines der wichtigsten Priorate lag in La Charité-sur-Loire. Bemerkenswert war die straffe Ordnung innerhalb der Gemeinschaft. Im Auftrag von Abt Hugo schrieb der Heilige Ulrich von Zell zwischen 1079 und 1086 sein Werk Constitutiones Cluniacenses, ein für die Geschichte der cluniazensischen Reform bedeutendes Werk in drei Bänden. Noch heute gibt es eine rege Diskussion über die cluniazensische Bewegung, welche von der Abtei ausging.

### Gebet und Liturgie als Hauptaufgabe der Mönche
Die Liturgie stand in Cluny im Vordergrund und in deren Zentrum das Memento mori mit der Warnung vor der Vanitas (‚Nichtigkeit‘) der Welt. Mit der Zeit wurde das Chorgebet immer umfangreicher. So betete jeder Mönch unter Abt Hugo täglich 215 Psalmen, gegenüber den von Benedikt in seiner Regel vorgesehenen 40 Psalmen täglich. Wegen des umfangreichen liturgischen Dienstes wurde die Handarbeit von den Mönchen vernachlässigt, die sich dazu Konversen ins Kloster holten. Die Klosterwirtschaft beruhte aber im Wesentlichen auch nicht auf der Arbeit der Konversen, sondern auf den Pachtzahlungen und Abgaben der Bauern, die auf den umfangreichen Besitzungen des Klosters lebten, sowie auf Schenkungen. Cluny war keineswegs eine Stätte des schöpferischen Denkens. Abgeschrieben und reich verziert wurden zahlreiche Manuskripte allein für liturgische Zwecke. Die Buchmalereien dienten als Vorlagen für die Bauplastik.
Innerhalb der Liturgie nahm das Totengedenken eine zentrale Stellung ein. Abt Odilo führte als allgemeinen Gedächtnistag für alle Verstorbenen den Allerseelentag ein, der später in der gesamten katholischen Kirche eingeführt wurde und bis heute begangen wird.

### Armenfürsorge
Neben der Liturgie war der Gedanke der Armenfürsorge für Cluny von besonderer Bedeutung. Von Anfang an richteten die Mönche zwölf, später achtzehn ständige Wohnplätze für Arme ein, die dauerhaft innerhalb der klösterlichen Gemeinschaft lebten. Außerdem findet sich bereits in der Gründungsurkunde die Bestimmung, „es sollten, wenn es die Möglichkeiten am Ort erlaubten, täglich die Werke der Barmherzigkeit den Armen, Bedürftigen, Fremden, die des Weges daher kämen, und Pilgern mit höchster Anspannung erwiesen werden‘“. Die Verantwortung für diese Versorgung der Armen, „die des Weges daher kämen“ – ihre Zahl soll nach den zeitgenössischen Quellen groß gewesen sein – trug der Elemosinar. Der Mönch, der dieses Amt innehatte, hatte außerdem zusammen mit seinen Gehilfen die Aufgabe, auf einem wöchentlichen Rundgang durch die Siedlung Cluny, die das Kloster umgab, die Notleidenden aufzusuchen und ihnen zu helfen. Symbolischer Höhepunkt der Armenfürsorge in Cluny war die rituelle Fußwaschung für die Armen am Gründonnerstag: Nach einer besonderen Messfeier, der „Messe der fremden Pilger“, wurden den anwesenden Armen von Mönchen die Füße gewaschen, getrocknet und geküsst. Daraufhin erhielten sie Nahrung, Wein, einen Handkuss und genug Geld, um bis zum nächsten Kloster gelangen zu können.
Auch mit dem für Cluny so wichtigen liturgischen Totengedenken war eine im Laufe der Zeit immer umfangreicher werdende Armenfürsorge verknüpft: Verstarb einer der Mönche, wurde die ihm zustehende Essensration 30 Tage lang und – was auf lange Sicht viel wichtiger war – bei jeder Wiederkehr seines Todestags an einen Armen ausgegeben. Da diese alljährlichen Almosenausgaben zeitlich unbegrenzt sein sollten und durch die Todesfälle im Kloster ständig an Zahl zunahmen, führte diese Regelung zu einer umfangreichen Armenfürsorge, die im Laufe der Zeit zu einer großen Belastung des Klosters wurde. In der Mitte des 12. Jahrhunderts sollen in den cluniazensischen Totenbüchern die Namen von 18.000 Verstorbenen eingetragen gewesen sein, für die diese Form des Totengedenkens zu praktizieren war. Da dies nicht mehr zu finanzieren war, reduzierte Abt Petrus Venerabilis die entsprechenden Ausgaben, ohne sie jedoch ganz abzuschaffen.

### Entwicklung des Klosters und seines Ordensverbandes

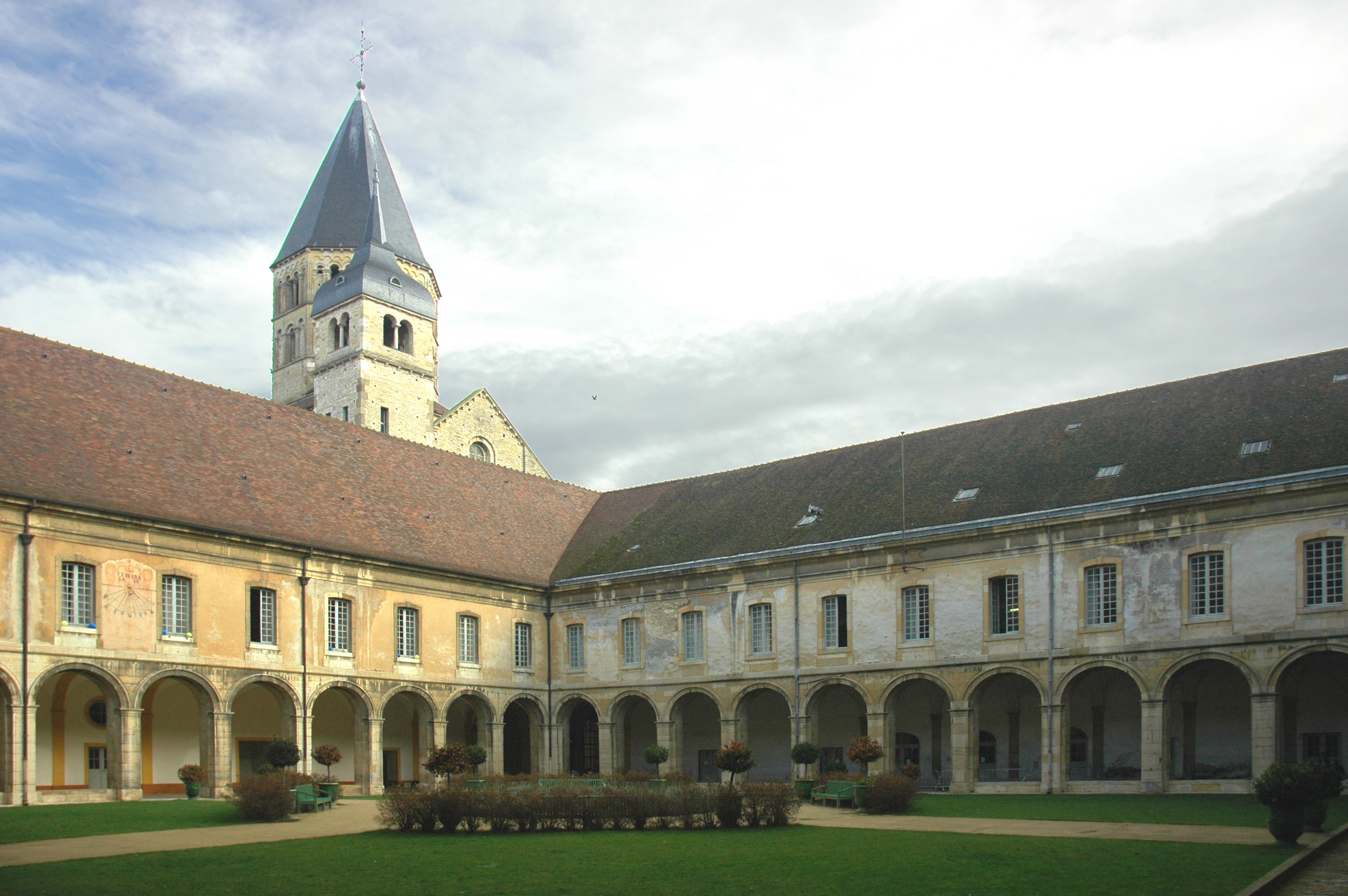
Kreuzgang

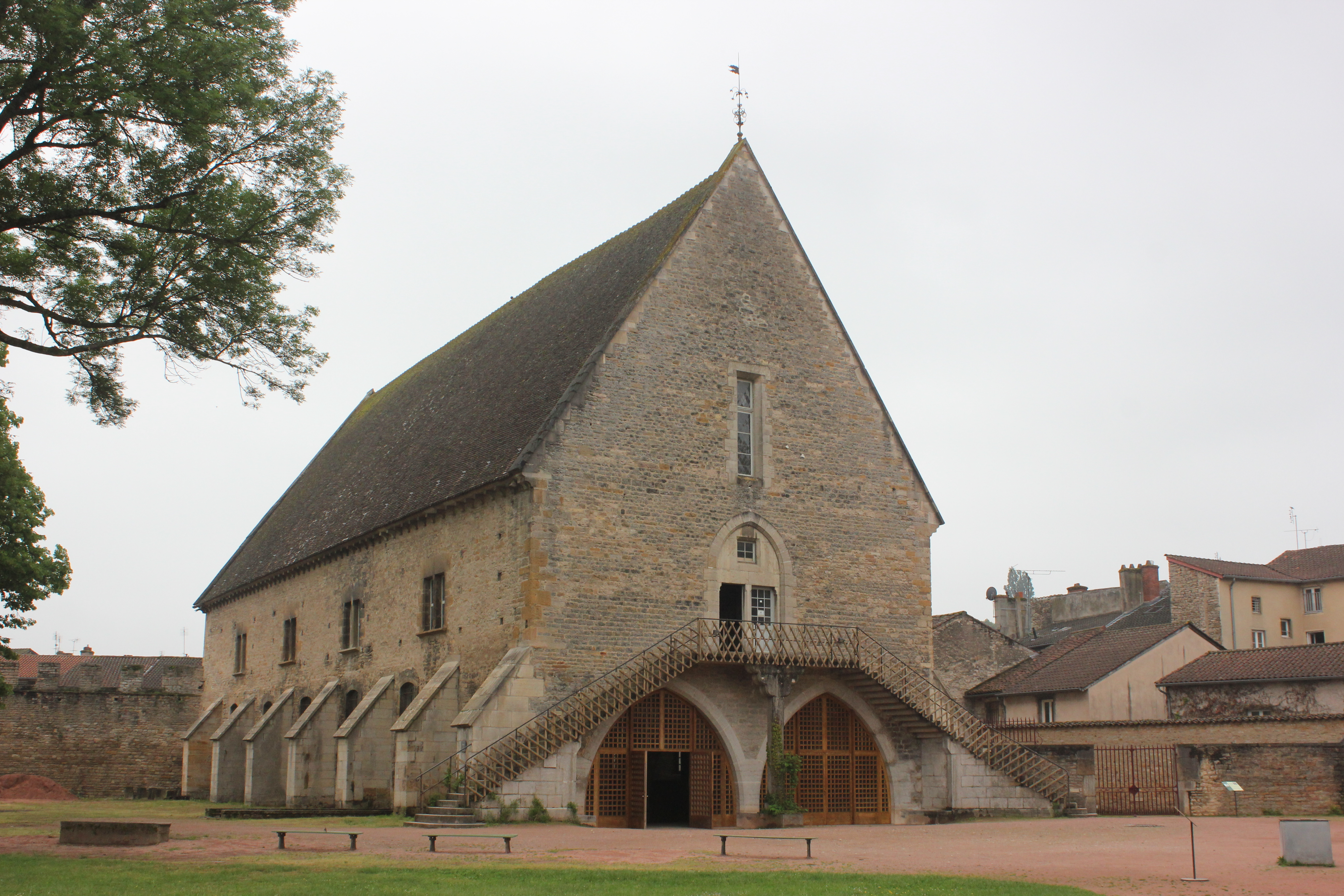
Getreidespeicher

Von 927 bis 1156 wurde Cluny von fünf einflussreichen Äbten regiert, die Ratgeber von Kaisern, Königen, Fürsten und Päpsten waren.
Bereits der erste Abt, Berno von Baume, brachte Reformideen aus seinem vorherigen Kloster mit. Damit wurden die Ideen von Benedikt von Aniane (750–821) wieder aufgenommen. Im Mittelpunkt stand die Rückkehr zu den Klosterregeln des hl. Benedikt und der Kampf gegen die Verweltlichung des Klosterlebens. Schon unter Gründungsabt Berno von Baume (919-27) entstand der Cluniazensische Verband.
Sein Nachfolger Odo baute den Verband aus. Dabei wurden entweder neue Priorate von Cluny aus gegründet oder die Kommunität einer bereits bestehenden Abtei schloss sich Cluny an. Auch wurden Bitten von adeligen Klosterherren an Odo herangetragen, in ihren Klöstern Reformen nach dem Vorbild Clunys durchzuführen. Dafür verzichteten die Adeligen auf ihren Einfluss auf diese Klöster.
Im Cluniazensischen Verband gab es vier Stufen von eingegliederten Klöstern:
1. In Prioraten war der Abt von Cluny direkter Oberer. Geleitet wurden diese Priorate von einem Prior, der dem Abt von Cluny gegenüber ein Treuegelöbnis ablegen musste;
2. Die nächste Stufe war die der inkorporierten Abteien. Die Abteien dieser Stufe unterschieden sich von Prioraten dadurch, dass sie einen eigenen Abt hatten, der aber dem Abt von Cluny unterstand und diesem ein Treuegelöbnis leisten musste;
3. Die dritte Stufe war die der abhängigen, von Cluny kontrollierten Abteien. Dies waren in der Regel große Abteien mit intaktem Wirtschaftsbetrieb, die vorher dem Papst unterstellt waren und die dieser zu Reformen Cluny übergab und dabei die je eigene Rechtsstellung einer Abtei zu Cluny festlegte. So ernannte etwa der Abt von Cluny den Abt einer solchen Abtei oder war doch bei seiner Ernennung wesentlich beteiligt;
4. Die vierte Stufe war die der Abteien, die die Lebensgewohnheiten von Cluny übernahmen, aber selbständig blieben. Die klösterliche Disziplin im Verband wurde durch die Kontrolle der eingegliederten Klöster durch den Abt von Cluny aufrechterhalten.

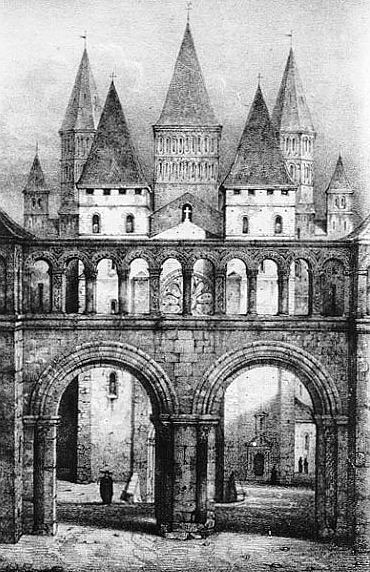
Das Kloster von Cluny: Eingang zur Abtei (Zeichnung wohl 18. Jh.)

Durch seine Prachtentfaltung übte Cluny auch eine hohe Anziehung auf Adlige, wie z. B. Markgraf Hermann von Baden, aus, sodass das Kloster reiche Schenkungen von Vermögenden bekam. Die Abtei besaß zu dieser Zeit ein enormes Geldvermögen. Trotz der äußeren Pracht wurde in der Blütezeit des Klosters Wert auf strenge Askese gelegt. Der Abt beispielsweise hatte nicht, wie Benedikt in seiner Regel erlaubt und es auch sonst praktiziert wurde, eine eigene Wohnung im Klosterbereich, sondern lebte mit den Mönchen.
Nach Abt Petrus Venerabilis, in dessen Zeit auch die Auseinandersetzung mit Bernhard von Clairvaux und den Zisterziensern fällt, begann Mitte des 12. Jahrhunderts der Niedergang Clunys. Es setzte eine Phase der Stagnation in der Ausbreitung des cluniazensischen Verbandes ein. Außerdem zeigten einige Klöster des Verbandes Verselbständigungstendenzen. Cluny selbst hatte zunehmend mit wirtschaftlichen Problemen zu kämpfen.
Ab der Mitte des 13. Jahrhunderts geriet die Abtei unter den Einfluss der französischen Krone, und ab 1515 wurden die Äbte vom französischen König ernannt, womit die Abtei ihre Unabhängigkeit verloren hatte. Der Klosterverband verlor seinen internationalen Einfluss.
In den französischen Religionskriegen wurde die Abtei 1562 und 1574 verwüstet.
Im 17. Jahrhundert trugen die Kardinäle und französischen Minister Richelieu  und Mazarin den Titel Abt von Cluny (1635–1642 bzw. 1654–1661). Damit wurde Cluny wie auch viele andere französische Klöster von so genannten Kommendataräbten beherrscht, d. h. Äbten, die ihre Würde ohne echte Amtspflichten als Belohnung vom König von Frankreich bekommen hatten, die Einkünfte der Abtei für sich persönlich nutzten und nicht unbedingt dauerhaft in Cluny lebten. Ausgerechnet über Richelieu wird berichtet, er habe – vergeblich – versucht, den Orden von Cluny mit der Kongregation von Saint-Maur zu vereinen, der das Kommendatarsystem bekämpfte.
Im selben Jahrhundert wurden weite Teile der romanischen und gotischen Konventgebäude abgerissen und durch barocke Neubauten ersetzt.

### Schließung und weitgehende Zerstörung
Am Vorabend der Französischen Revolution gehörten dem Klosterverbund von Cluny noch 35 Klöster an. 1790 wurde die Abtei Cluny geschlossen, 1793 ihre Archive verbrannt. 1798 wurde die Abteikirche an einen Händler verkauft und 1801 als Steinbruch erst für den Straßenbau, dann für Häuser der Stadt verwendet. Auf Teilen des Abteigeländes wurde unter Napoleon 1806 ein staatliches Gestüt eingerichtet, der Haras national.
1862 wurden die Klostergebäude und der Rest der Kirche unter Denkmalschutz gestellt.
Seit 1862 beherbergen die Klostergebäude eine berufsbildende Hochschule, die heute Teil der Elitehochschule Arts et Métiers ParisTech ist.

## Abteikirchen

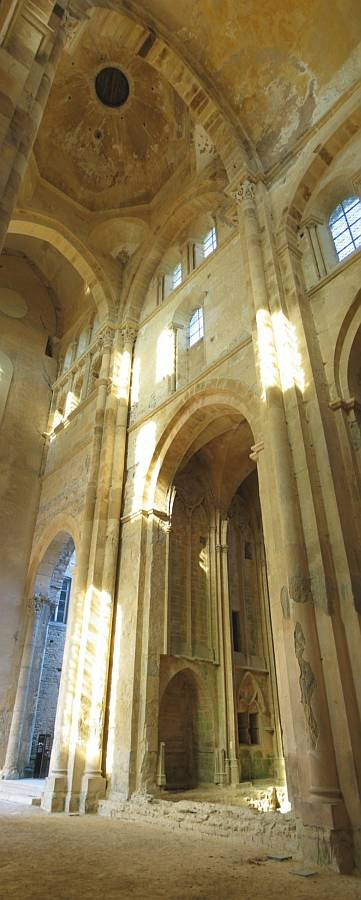
Südarm des langen Querhauses

Cluny hatte im Lauf ihrer Geschichte vier Abteikirchen, wobei jeweils die Nachfolgerin neben ihrer Vorgängerin errichtet wurde.

### Cluny A
Mit der Gründung des Klosters wurde zunächst 910 ein kleines Oratorium errichtet, das später zu einer Marienkapelle umgewandelt wurde. Reste wurden bei Ausgrabungen gefunden und lassen vermuten, dass es Ähnlichkeiten mit der karolingischen Kirche St. Benedikt in Mals im Südtiroler Vinschgau hatte.

### Cluny I
Von der wahrscheinlich noch kleinen ersten richtigen Abteikirche wurden keine Spuren gefunden, da an ihrer Stelle später andere Klostergebäude entstanden. Bekannt ist nur, dass sie 926 geweiht wurde. Allerdings wurden bei Ausgrabungen nördlich der Reste von Cluny II eine ungewöhnlich große Sakristei und eine daran anschließende ungewöhnlich positionierte Schneiderwerkstatt von insgesamt 31 m Länge gefunden, die zusammen als Reste dieser Kirche gedeutet werden können.

### Cluny II
Die zweite richtige Abteikirche wurde unter dem Abt Maiolus (frz. Mayeul) in den Jahren 955 bis 981 errichtet und stand südlich ihrer Vorgängerin und ihrer Nachfolgerin in dem Bereich, wo heute der große Kreuzgang liegt.
Es war eine dreischiffige Basilika mit Vierungsturm. Als Neuerung der abendländischen Kirchenarchitektur war zwischen Querhaus und Apsis ein dreischiffiger Chor mit basilikalem Querschnitt eingefügt, dessen Seitenschiffe in Kapellen mit äußerlich rechteckigem, innen aber rundem Abschuss ausliefen. Flankiert wurde dieser Chor von zwei weiteren Räumen. Als Vorbild für diese Anlage werden die Dreikirchenbasiliken des 6. bis 10. Jahrhunderts im fernen Georgien erwogen.

### Cluny III

#### Planung und Bau

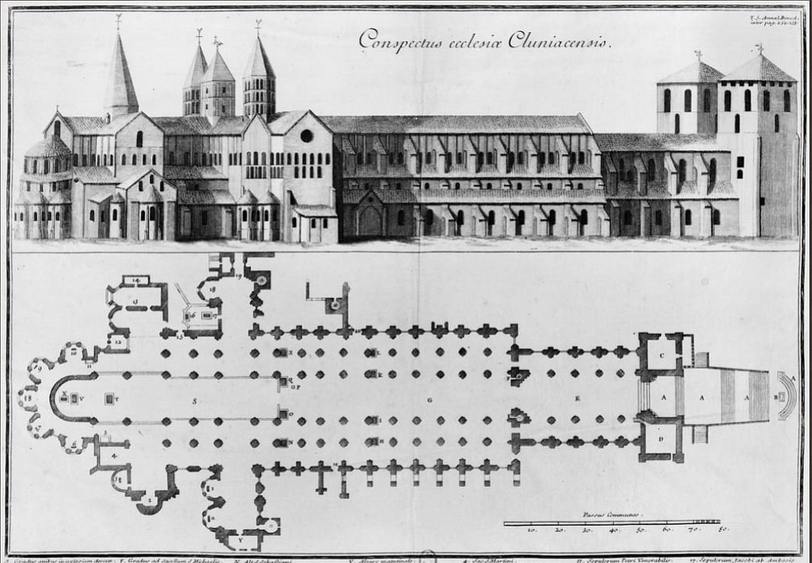
Nordansicht und Grundriss im späten 17./frühen 18. Jh.

Die letzte Abteikirche war die weltgrößte romanische Basilika und bis zum Bau des heutigen Petersdoms in Rom die größte Kirche der Christenheit. Die Bauleute und Mönche arbeiteten mit einer für jene Zeit ungewöhnlichen Genauigkeit; die Abweichungen der einzelnen Bauteile von dem anzunehmenden Plan betrugen maximal 10 cm. Als Architekt wird ein ehemaliger Abt aus Beaune namens Gunzo (Gauzon) genannt. 
Die Entscheidung zum Bau fiel unter dem Abt Hugues de Semur (* 1024, Abt seit 1049, † 1109). Die wirtschaftliche Blüte der Abtei war durch das 1058 erteilte päpstliche Münzprivileg verstärkt worden. Der erste Stein wurde 1088 gesetzt, der Hauptaltar 1095 geweiht. Zu dem Zeitpunkt dürften Apsis und kurzes Querschiff nach Ansicht des Architekturhistorikers Kenneth John Conant, des wichtigsten Erforschers der Abteikirche, schon fertiggestellt gewesen sein. Beim weiteren Fortgang der Arbeiten war das Langhaus schon 1120 so gut wie vollendet, stürzte aber 1125 ein. Beim Wiederaufbau verstärkte man die Konstruktion mit Strebebögen – bis 1130, also zehn Jahre, bevor mit der Herausbildung der Gotik Strebebögen zum typischen Bauelement von Basiliken wurden. 1130 waren Chor, langes Querschiff und Mittelschiff fertiggestellt, und Papst Innozenz II. weihte das Gotteshaus.
1135 wurde mit dem Bau der geräumigen Eingangshalle (Narthex) begonnen. In der zweiten Hälfte des Jahrhunderts verzögerten  wirtschaftliche Schwierigkeiten die Bauarbeiten, sodass die Kirche erst 1230 vollendet worden war. Später wurden noch zwei gotische Kapellen angebaut, die beide erhalten sind, eine am Südarm des langen Querhauses als Ersatz für eine romanische Kapelle und eine spätgotische, außen an den Südarm des kurzen Querhauses angefügt.

#### Grundriss und architektonische Besonderheiten
Der Grundriss der 187 Meter langen fünfschiffigen Basilika hatte die Form eines Patriarchenkreuzes mit zwei Querbalken. Die außerordentliche Gebäudelänge wurde für Prozessionen gebraucht. Zwei Querhäuser erhielten später mehrere gotische Kathedralen in England (Exeter, Lincoln, Salisbury, Wells). Dort befindet sich das längere Querhaus allerdings annähernd in Gebäudemitte. Von Bedeutung für die Architekturgeschichte waren bzw. sind die hier erstmals in Europa verwendeten spitzbogigen Tonnengewölbe von Mittelschiff und Querhaus. Sie wurden Vorbild für mehrere Kirchen in weitem Umkreis, etwa der Sacré-Cœur in Paray-le-Monial und der Kathedrale von Autun. Das Hauptschiff war 12,20 m breit und 30,48 m hoch, beides etwas weniger als beim gleichzeitig errichteten Dom zu Speyer (14 m breit und 33 m hoch).

#### Türme
Die Kirche hatte sieben Türme (wie heute der wesentlich kleinere Limburger Dom):
- ein niedriger quadratischer Turm über der Vierung des kurzen Querschiffs.
- der quadratische größte Turm der Kirche über der Hauptvierung.
- zwei fast ebenso hohe achteckige Türme über den mittleren Jochen der langen Querhausarme. Wie im südlichen Querhausarm erhalten, war dessen Decke über dem inneren und dem äußeren Joch eine Spitztonne, unter dem Turm aber eine Kuppel mit zentraler Öffnung. Die vom mittleren Joch nach Osten abgehende zwei Joche lange Kapelle hat heute gotische Gestalt. Die für die Gotik typischen Gewölberippen sind weitgehend verloren und nur noch als unvermittelt oberhalb der Kämpfer abbrechende Dienste zu erkennen. Die Achtecktürme bekrönten also gleichsam Nebenvierungen.
- ein einzelner Flankenturm am südlichen Querhausarm.
- ein Paar quadratischer Türme im Sinne einer klassischen Zweiturmfassade am Westende des Narthex.

#### Heutiger Zustand
Heute oberirdisch erhalten sind folgende Teile:
- Der Südarm des westlichen, längeren Querschiffs ist gegen die verlorene Hauptvierung durch eine neuzeitliche Wand mit zwei derzeit verplatteten Fensteröffnungen verschlossen. Außer mit Mittelturm und Flankenturm (s. u.) ist es mit drei Kapellenanbauten ausgestattet, zwei nach Osten und einem nach Westen.

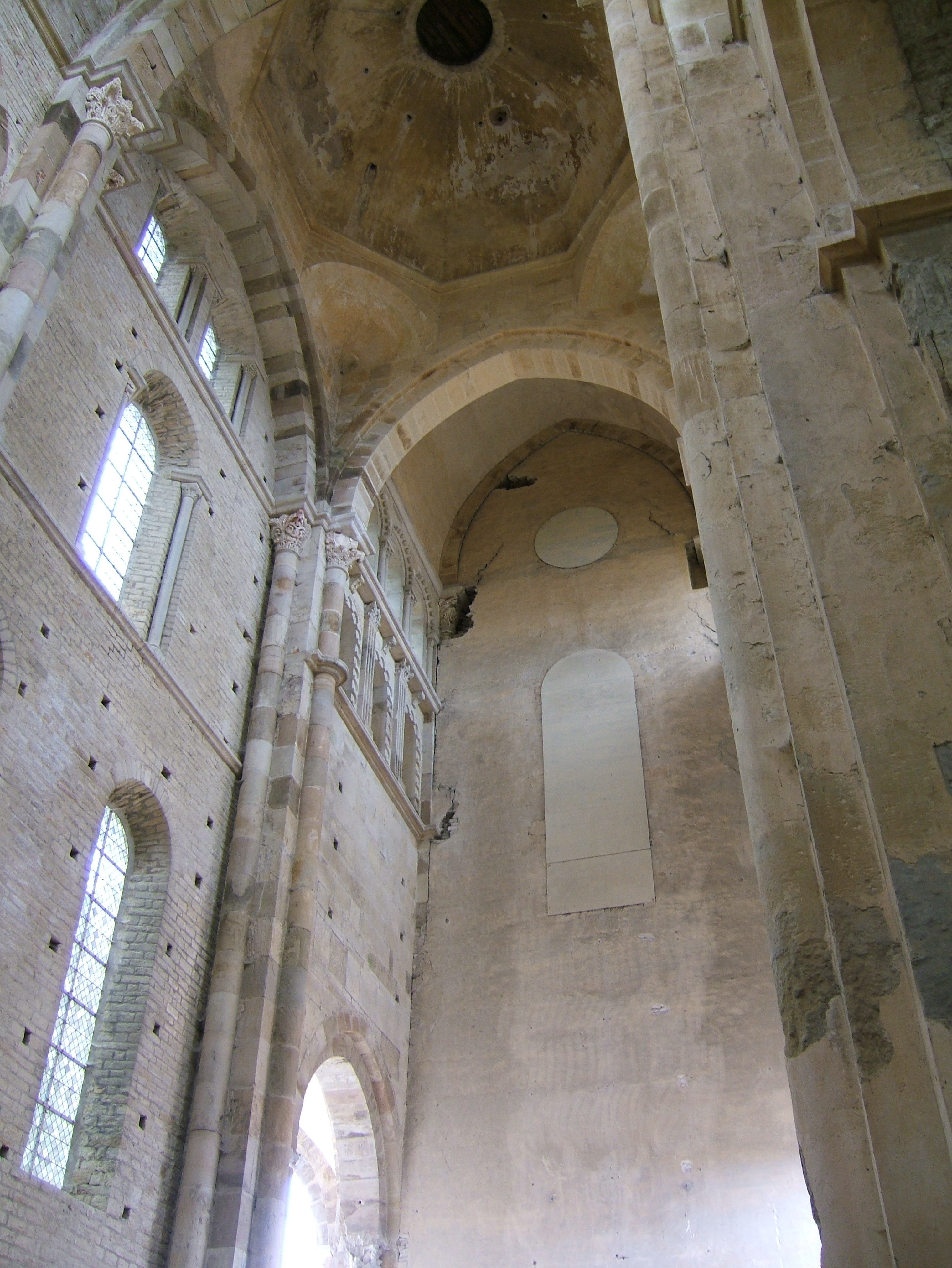
Südarm des langen Querhauses in Richtung Trennwand zur Vierung
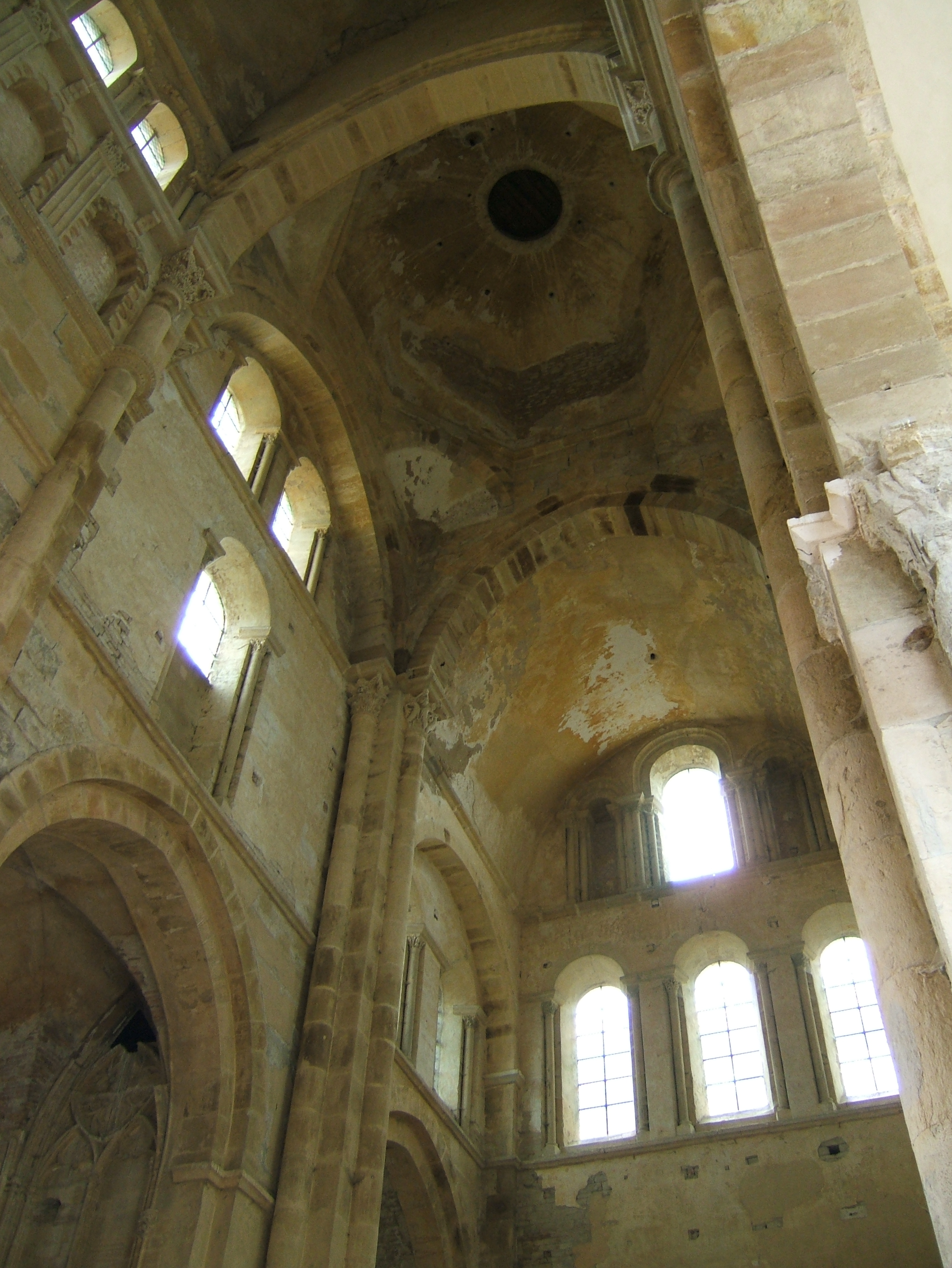
Langer Südarm mit Kuppel unter Achteckturm aus Richtung der Hauptvierung
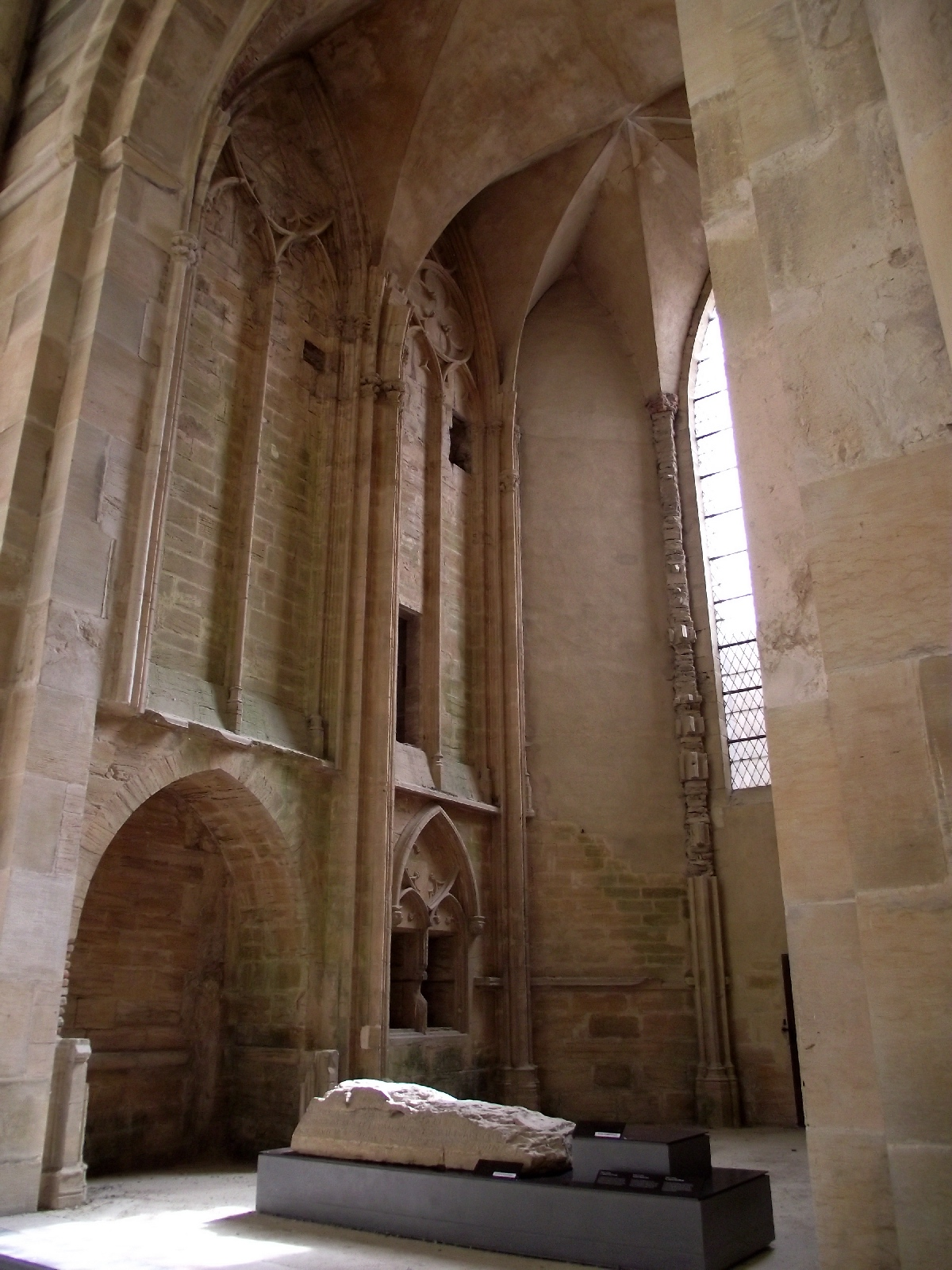
Gotische Kapelle an der Mitte des langen Querhausarms
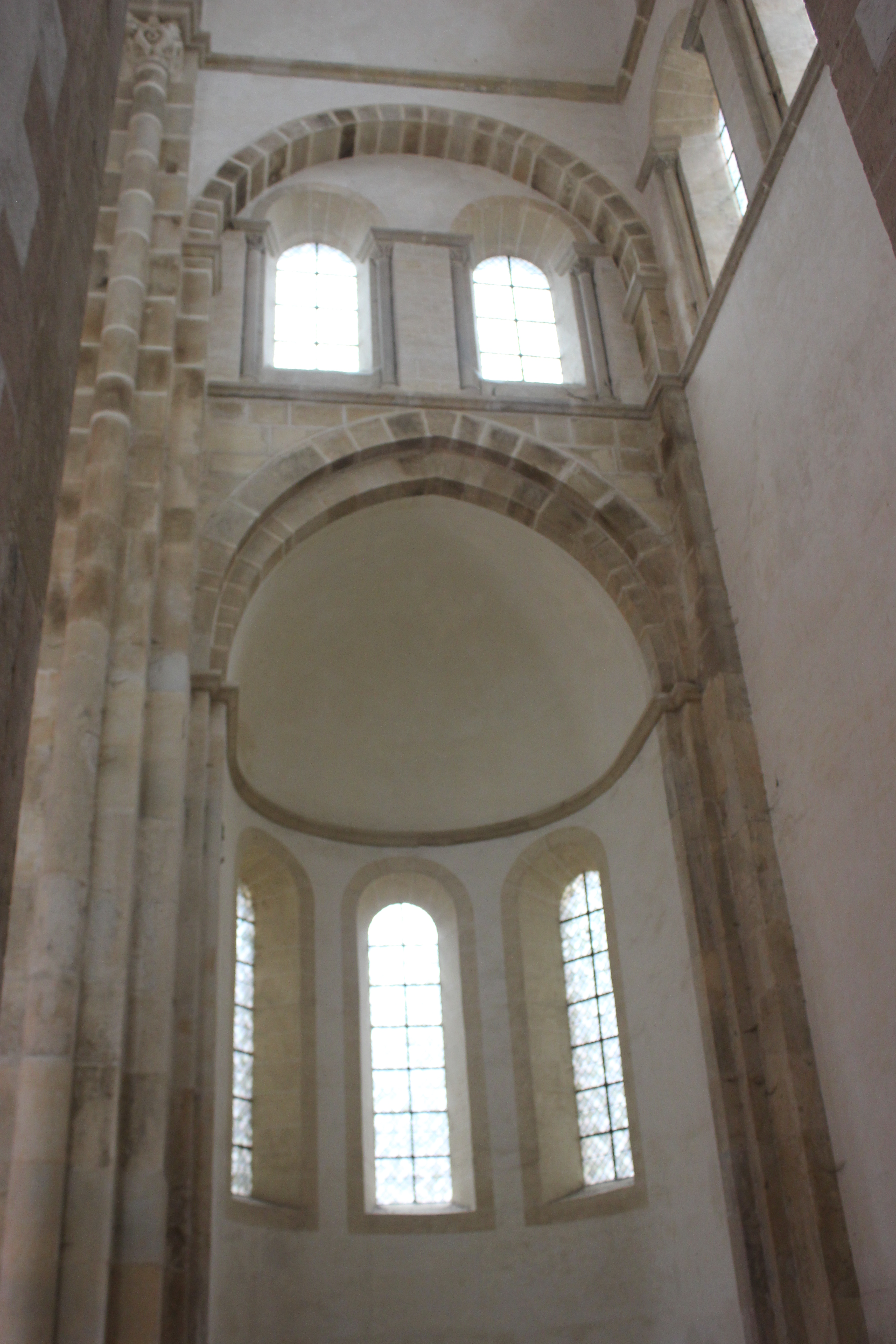
Chapelle Saint-Étienne im Südosten des langen Querhausarms

- Der Südarm des östlichen, kürzeren Querschiffs ist unvollständig erhalten und steht in Richtung der verlorenen östlichen Vierung offen. An ihm sind eine romanische Apsis und eine gotische Kapelle erhalten.

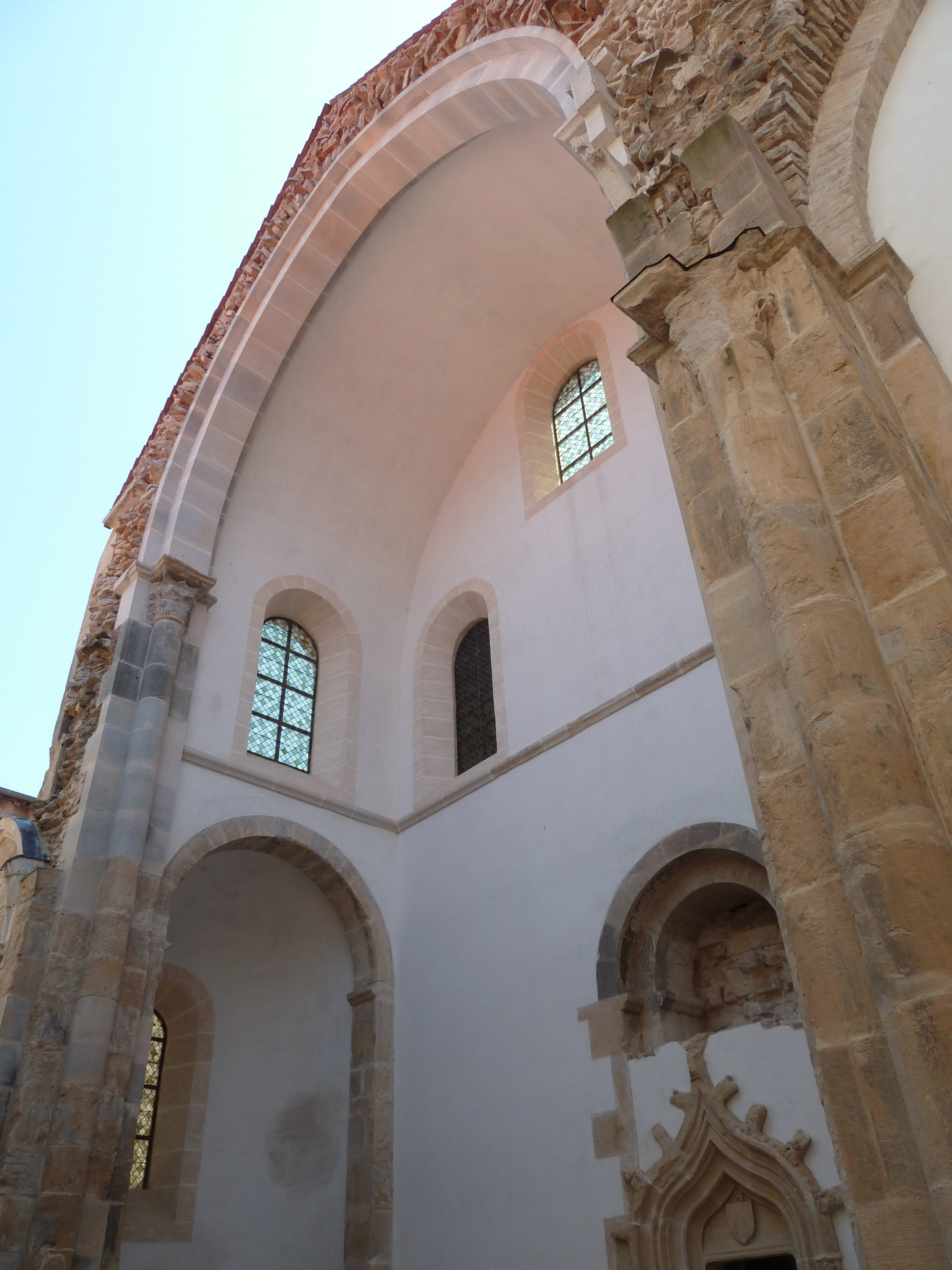
Kurzes Querschiff aus Richtung der Vierung, rundbogige Apsis, spätgot. Portal zur Kapelle
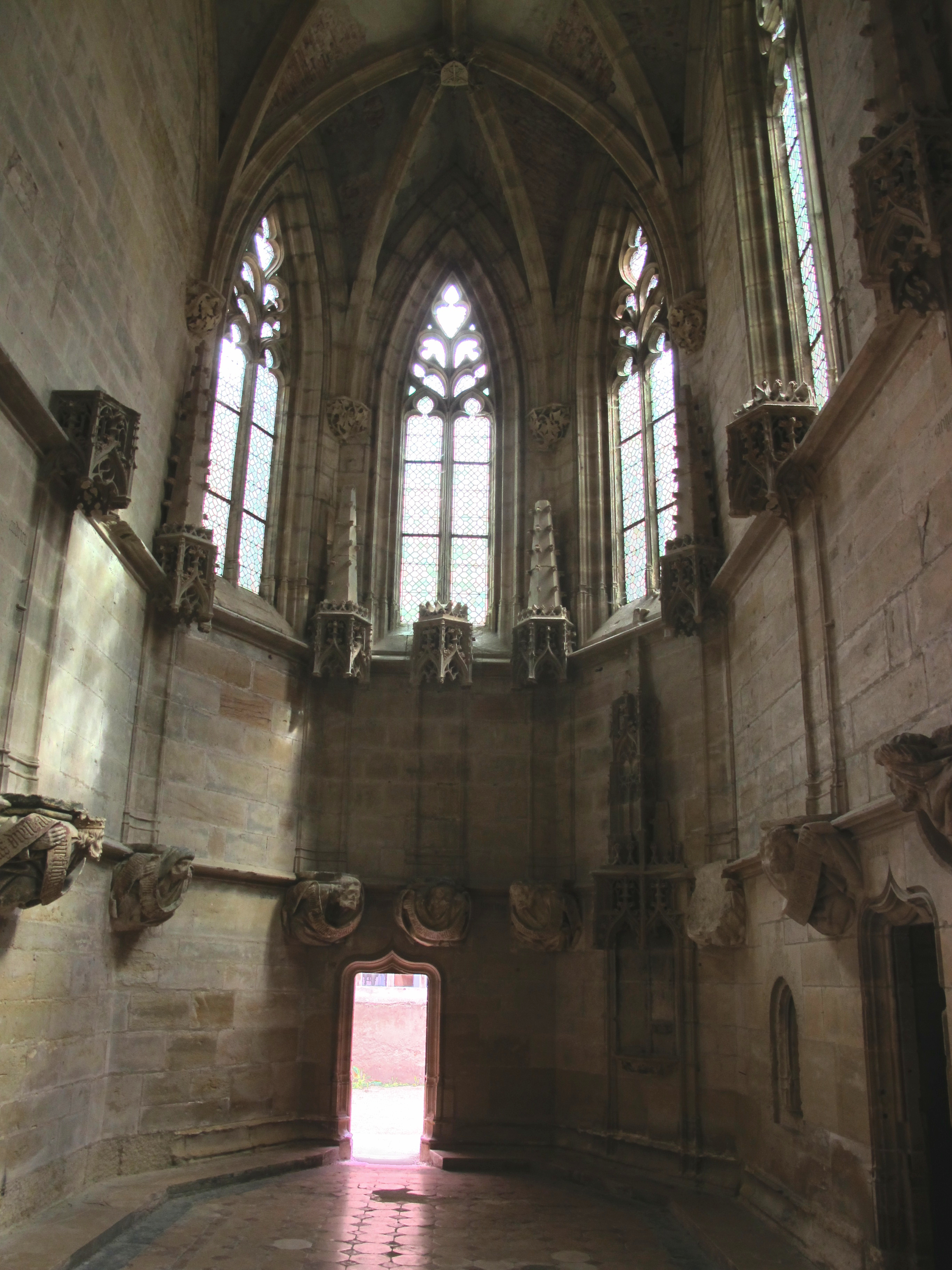
Gotische Chapelle Jean-de-Bourbon am kurzen Querhausarm
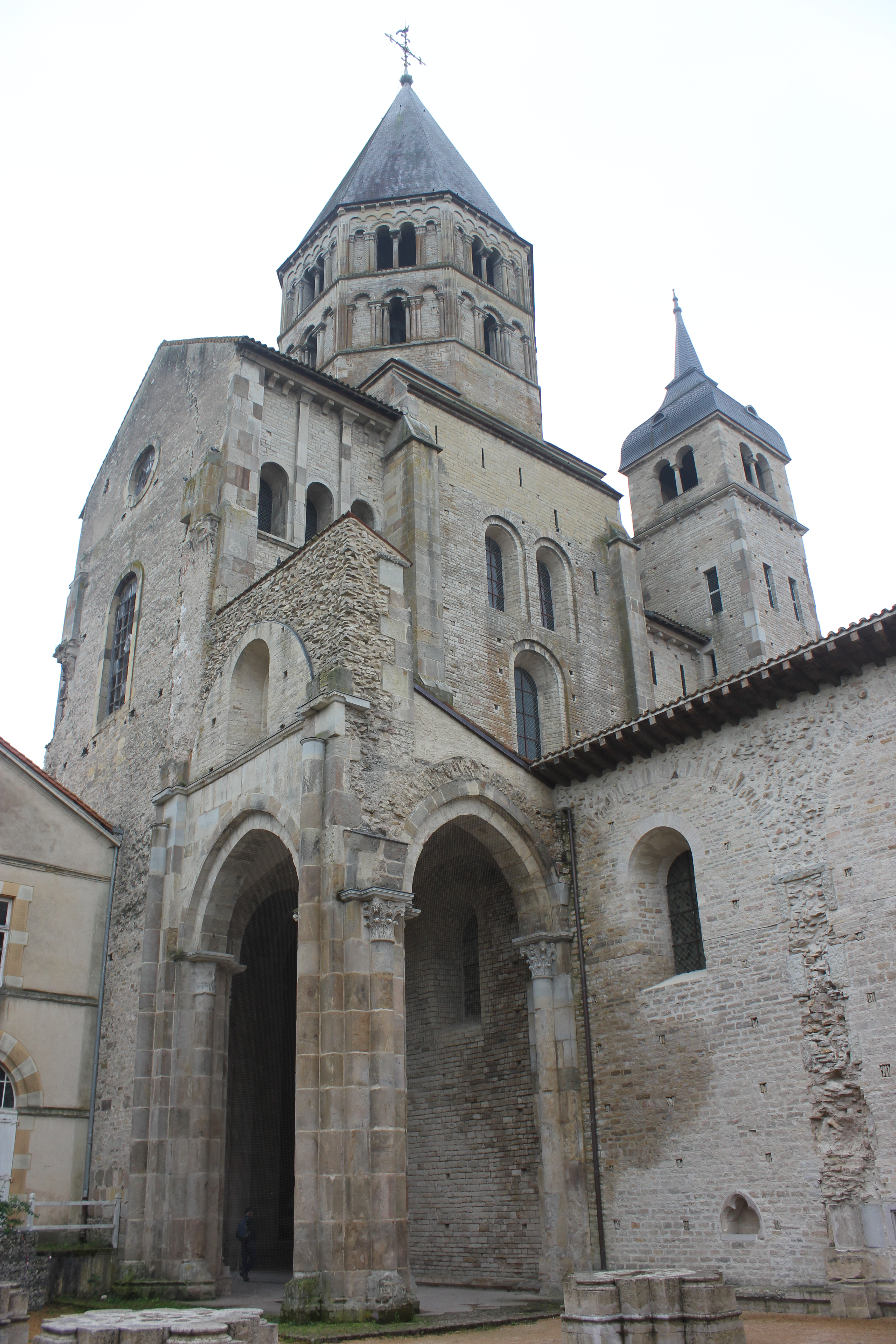
Seitenschiffjoch mit spitzen Scheidebögen vor Seitenschiffwand mit runden Schildbögen
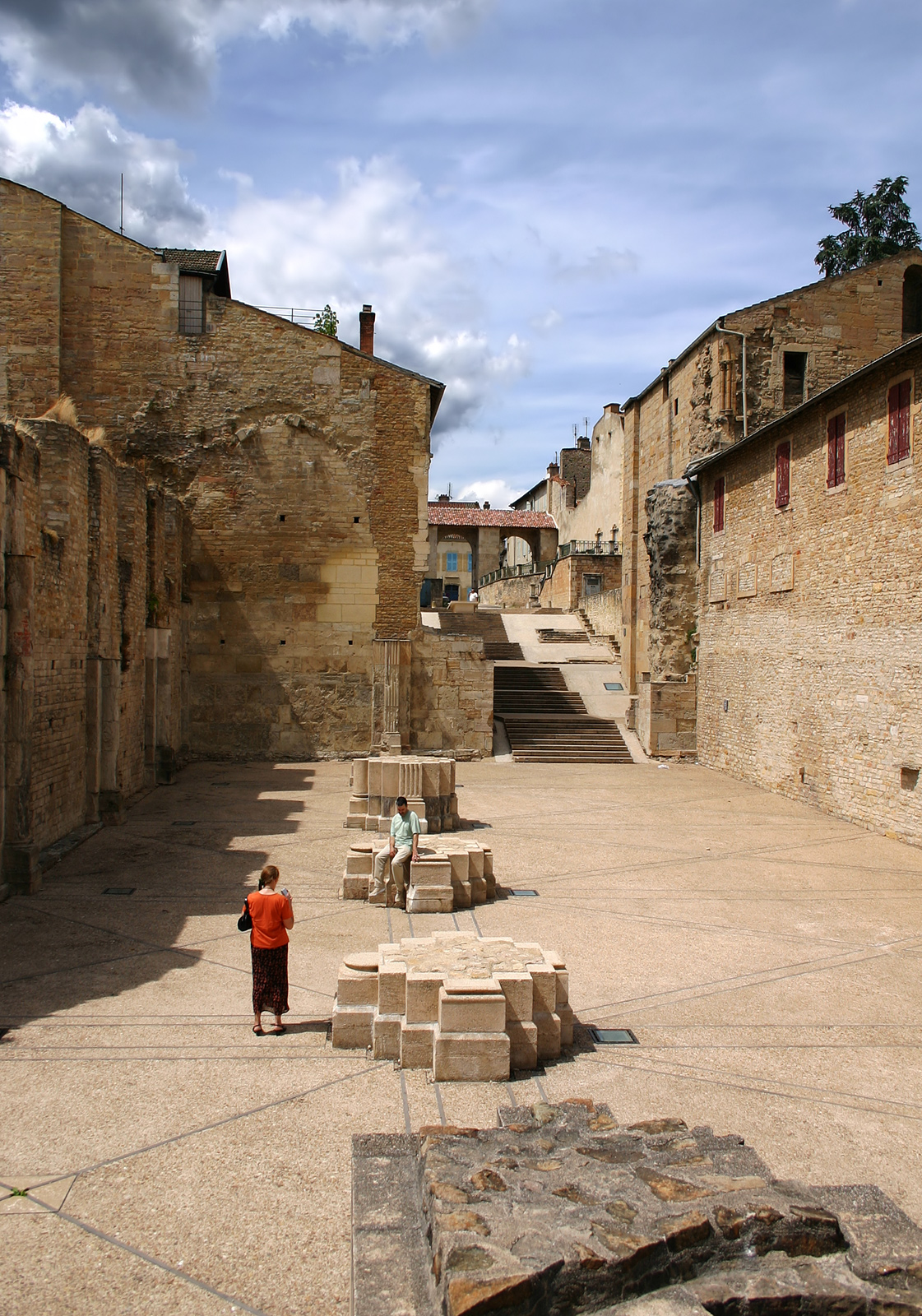
Säulenbasen und Seitenschiffquerschnitt des Narthex, westwärts

- Vom Langhaus sind vier Pfeilerbasen erhalten, zwei der südlichen Mittelschiffarkade und zwei zwischen den Seitenschiffen, dazu das östlichste Joch des äußeren südlichen Seitenschiffs. Ein Teil der Außenwand des Seitenschiffs ist erhalten, die Mauerkrone wird mit einem „Not-“Dach geschützt.
- Vom dreischiffigen Narthex sind Pfeilerbasen der südlichen Arkade und Teile der südlichen Außenwand erhalten.
- Reste der Untergeschosse der Westtürme wurden in Häuser einbezogen.